# Maria Hester Parke
Maria Hester Parke   (29 de setembre de 1760 - Hampstead, 7 de juny de 1813) va ser una pianista britànica.
L'11 de febrer de 1785 va aparèixer per primera vegada com a pianista en un concert d'oratori. Va ser llavors el costum d'interpolar sols i concerts entre les parts d'un oratori. El concert del mestre Parke, al mig del "Messies", mostrava una execució ordenada i brillant, juntament amb un gran gust i expressió. Va ser aplaudida en veu alta. El 1790 va sortir al festival Three Choirs com a segona cantant i entre 1794 i 1807 com a principal soprano. A partir d'ara es va sentir a molts concerts de Londres, oratoris i festivals de província. Era un bon músic, científic i precís en el seu cant; però es va retirar de la seva professió en casar-se amb John Beardmore de Queen Street, Mayfair, el 1815. Va morir al juliol de 1822, als 47 anys.
La senyoreta Parke va publicar: 1. "Tres grans sonates per al pianoforte", 1795 (?) 2. "dues grans sonates ... amb un acompanyament per al violí". 3. 'Un conjunt de Glees (sis, incloent la Dirge a Cymbeline),' 1800? 4. "Dues sonates per a pianoforte o clavicèmbal".